# Hermodamas
 (février 2017).
Si vous disposez d'ouvrages ou d'articles de référence ou si vous connaissez des sites web de qualité traitant du thème abordé ici, merci de compléter l'article en donnant les références utiles à sa vérifiabilité et en les liant à la section « Notes et références ».
Hermodamas - de par son nom lié à Hermès - semble avoir été un prêtre grec. Il vécut quelque temps à Samos.

## Biographie et œuvre
Hermodamas maîtrisait les mystère d'Hermès, l'écriture hiéroglyphiques, une mystique des nombres, la poésie et la musique. Il connaissait l'Iliade et l'Odyssée par cœur et les aurait enseignés à Pythagore.
Penseur, il fut le Maître de Pythagore dès les dix-huit ans de celui qui allait devenir l'initiateur de la philosophie.
Aucun écrit ne semble nous être parvenu de ses travaux.